# José Borges
José Borges (Vernet, 28 de noviembre de 1812 - Tagliacozzo, 8 de diciembre de 1861) fue un militar tradicionalista español, que combatió en las filas del carlismo, primero, y posteriormente en las filas borbónicas en Italia meridional.

## Biografía
De familia católica y reaccionaria, participó en la primera guerra carlista. En la guerra, perdió a su padre, que fue fusilado en Cervera, y a su hermano. Borges fue uno de los más estrechos colaboradores de Carlos de España, obteniendo el grado de coronel en 1839. Con el armisticio, emigró a Bourg-en-Bresse, en Francia. 
Regresó en 1847, al estallar la segunda guerra carlista, participando como general de brigada en numerosas acciones que le valieron la comandancia general de Tarragona, y más tarde la de Cataluña, aunque de forma provisional. En 1849 fue derrotado por las tropas liberales del general Quesada en Selma. Al acabar la guerra, se volvió a exiliar, pero durante el Bienio Progresista, participó en diversas agitaciones en varias comarcas catalanas. 
Retornó al exilio en Francia, dado el fracaso de sus intentonas. Con el grado de mariscal de campo, en 1860 se trasladó a Roma poniéndose al servicio del ejército vaticanista. Tras mantener conversaciones con algunos oficiales enviados por el general borbónico Clary, pasó al servicio de Francisco II, destronado este por Giuseppe Garibaldi. Su objetivo era dar una dirección legitimista a la revuelta campesina que estalló poco después de la unificación de Italia. 
Borges se trasladó a Calabria y Basilicata luchando al lado de los bandoleros, en las que destacaba el famoso Carmine Crocco pero, abandonado por este último, se dirigió a Roma para informar al rey borbónico. Durante el viaje, fue hecho prisionero y fusilado por el ejército de la Casa Saboya. 
Su cadáver fue enterrado en la Iglesia del Gesù, en Roma. Borges escribió un diario, donde recoge sus acciones militares más destacadas en Calabria y Basilicata, que fue publicado por Marc Monnier, dentro de Notizie storiche documentarie sul brigantaggio nelle provincie napolitane. El diario fue traducido al castellano en el libro Historia del bandolerismo y de la Camorra en la Italia meridional de Juan Mañé y Flaquer y Joaquín Mola Martínez. Victor Hugo condenó su fusilamiento, arremetiendo contra el gobierno de Víctor Manuel II por los métodos utilizados.

## Distinciones honoríficas
- Caballero de Primera Clase de la Real Orden de Francisco I (Casa de Borbón-Dos Sicilias)